# 倪宽 (装甲兵)
倪宽（1926年8月—2018年3月5日），江苏常州人，中国人民解放军将领，中国人民解放军北京军区装甲兵副司令员。

## 生平
1939年9月参加革命，1947年1月加入中国共产党。抗日战争时期，历任新四军战士、通讯员、要员，苏中三分区司令部参谋，苏中特务五团二营五连副连长、连长等职。其间，先后参加江苏黄桥战役、曾店、泰兴、三洋河伏击战、苏中七战七捷等战役战斗。第二次国共内战时期，历任三野六纵五二团一营副营长、三野先遣纵队七支队一大队副大队长、三野特种兵纵队二营营长等职，先后参加涟水战役、莱芜战役、睢杞战役等战役战斗。
中华人民共和国成立后，历任装甲兵战车二师一营营长、教导队队长、独立二团参谋长、副团长、坦克独立第八团团长，北京军区装甲兵技术部副部长，坦克一师参谋长、副师长、师长，北京军区装甲兵副司令员。还曾率部参加抗美援朝战争，任中国人民志愿军坦克独立团团长，并参加金城反击战等战役战斗。
2018年3月5日，倪宽在北京病逝，享年91岁。